# HD 90156
Désignations
HD 90156, autrefois connue sous le nom γ (Gamma) Antliae, est une étoile de la séquence principale de type spectral G localisée à ∼ 71,6 a.l. (∼ 22 pc) de la Terre dans la constellation de l'Hydre. Cette étoile est plus petite, plus froide, plus pâle et moins massive que le Soleil. Sa métallicité est également de moitié plus élevée que le Soleil. En 2009, une planète gazeuse a été identifiée en orbite autour de cette étoile.
Nicolas-Louis de Lacaille lui donne le nom de γ Antliae, et Benjamin Gould la conserve dans la constellation de la Machine pneumatique. Cependant, le tracé des frontières des constellations en 1930 entraîne le transfert de cette étoile à la constellation de l'Hydre.